# وولژسک
شهر وولژسک (به روسی: Волжск) در کشور روسیه و در جمهوری ماری ال واقع شده‌است.